# Arianops extera
Arianops extera är en skalbaggsart som beskrevs av Barr 1974. Arianops extera ingår i släktet Arianops och familjen kortvingar. Inga underarter finns listade i Catalogue of Life.